# Annelise Hovmand
Annelise Hovmand, nata Annelise Mathilde Reffs (Copenaghen, 17 settembre 1924 – Haslev, 28 dicembre 2016), è stata una regista, sceneggiatrice, montatrice e produttrice cinematografica danese.

## Biografia
Figlia dell'ufficiale dell'esercito danese Svend Reffs e della fisioterapista Else Keiding, Annelise cresce a Copenaghen, nell'enclave di Frederiksberg, e inizia ad occuparsi di cinema per il quotidiano Nationaltidende dopo la laurea. Nel 1944 sposa il regista Henrik Carsten Hovmand e lo stesso anno segue per il giornale le riprese di Otte akkorder, film diretto da Johan Jacobsen.
Annelise si appassiona al cinema, tanto da lasciare il giornalismo per dedicarsi a regia, montaggio e sceneggiatura. Dopo un breve passaggio alla Minerva e alla Palladium Film, nel 1947-1948 prosegue gli studi in Inghilterra e in Francia, dopodiché passa alla Nordisk Film dove ritrova Johan Jacobsen. Nel 1950 il regista crea la casa di produzioni indipendente Flamingo Film e un anno dopo Annelise è assistente alla regia nella commedia Som sendt fra himlen, inizio di un sodalizio artistico che durerà oltre un decennio.
Nel 1955 dirige il cortometraggio Hvorfor stjæler barnet? e dopo altre collaborazioni con Jacobsen come responsabile del montaggio e della produzione, nel 1957 scrive e dirige il suo primo lungometraggio, Ingen tid til kærtegn, che ottiene il Premio Bodil come film danese dell'anno e una menzione d'onore alla 7ª edizione del Festival di Berlino. L'anno seguente dirige Krudt og klunker, scritto con Finn Methling come il precedente, e nel 1959 si occupa delle scenografie di En fremmed banker på di Johan Jacobsen, vincitore di un altro Bodil come miglior film danese.
Per tutti gli anni sessanta continua a scrivere e dirigere film come il dramma storico Gøngehøvdingen (1961), il "bergmaniano" Sekstet (1963) e il film per la televisione Grænseland (1965), che rappresenta l'ultima collaborazione con Jacobsen e la Flamingo Film. In questi anni diventa anche presidente della Danske Filminstruktører, l'associazione dei registi cinematografici danesi della quale rimane in seguito membro onorario, e nel 1964 partecipa alla stesura del "Filmloven", atto che garantisce un maggiore sostegno da parte del governo alla produzione cinematografica danese. Nel 1967 si trasferisce a Næstved, dove ottiene una sovvenzione per riaprire la multisala cinematografica Bio Næstved.
Il 24 giugno 1971 sposa in seconde nozze l'urbanista Carl Johan Nienstædt, e negli anni successivi l'attività di Annelise inizia a rallentare. Negli anni ottanta dirige due serie televisive: Krigsdøtre del 1981, progetto collettivo su alcune battaglie femminili del periodo 1953-1979, e To som elsker hinanden del 1988, dal romanzo Ingeborg - en ægteskabshistorie di Grete Povlsen. Nel 1991 scrive e dirige il suo ultimo film, Høfeber, tratto dall'omonimo romanzo di Leif Panduro.

## Filmografia
| Anno | Film                          | Regista | Sceneggiatrice | Montatrice | Produttrice | Note                                                    |
| ---- | ----------------------------- | ------- | -------------- | ---------- | ----------- | ------------------------------------------------------- |
| 1948 | Næste gang er det dig         |         |                | Si         |             | Regia di Johan Jacobsen, documentario cortometraggio    |
| 1955 | Hvorfor stjæler barnet?       | Si      |                |            |             |                                                         |
| 1955 | Blændværk                     |         |                |            | Si          | Regia di Johan Jacobsen                                 |
| 1956 | Den store gavtyv              |         |                | Si         |             | Regia di Johan Jacobsen                                 |
| 1956 | Splintret emaille             |         |                | Si         |             | Regia di Johan Jacobsen, cortometraggio                 |
| 1957 | Ingen tid til kærtegn         | Si      | Si             |            |             |                                                         |
| 1958 | Krudt og klunker              | Si      | Si             |            |             |                                                         |
| 1959 | En fremmed banker på          |         |                |            | Si          | Regia di Johan Jacobsen                                 |
| 1960 | Frihedens pris                | Si      | Si             |            |             |                                                         |
| 1961 | Gøngehøvdingen                | Si      | Si             |            |             |                                                         |
| 1963 | Dronningens vagtmester        |         | Si             |            | Si          | Regia di Johan Jacobsen                                 |
| 1963 | Sekstet                       | Si      | Si             |            |             |                                                         |
| 1965 | Norden i flammer              | Si      | Si             |            |             | Documentario                                            |
| 1965 | Grænseland                    | Si      | Si             |            | Si          | Film Tv                                                 |
| 1966 | Nu stiger den                 | Si      | Si             |            |             |                                                         |
| 1967 | De forsvundne breve           | Si      |                |            | Si          |                                                         |
| 1968 | Dage i min fars hus           |         |                | Si         |             | Regia di David Nagata                                   |
| 1971 | Et døgn med Ilse              | Si      | Si             | Si         |             | Documentario                                            |
| 1971 | Christa                       |         |                | Si         |             | Regia di Jack O'Connell                                 |
| 1975 | Ta' det som en mand, frue!    |         |                |            | Si          | Regia di Mette Knudsen, Elisabeth Rygaard e Li Vilstrup |
| 1978 | Fængslende feriedage          |         |                | Si         |             | Regia di Finn Henriksen                                 |
| 1978 | Hvem myrder hvem?             |         |                | Si         |             | Regia di Li Vilstrup                                    |
| 1981 | Krigsdøtre                    | Si      |                |            |             | Serie Tv                                                |
| 1986 | Hvor der er vilje, er der vej | Si      |                |            |             | Film Tv                                                 |
| 1988 | To som elsker hinanden        | Si      |                |            |             | Miniserie Tv                                            |
| 1991 | Høfeber                       | Si      | Si             |            |             |                                                         |

## Riconoscimenti
- 1957
  - Festival internazionale del cinema di Berlino
Premio FIPRESCI, menzione d'onore per Ingen tid til kærtegn
Nomination Orso d'oro per Ingen tid til kærtegn
  - Premio Bodil
Miglior film danese per Ingen tid til kærtegn